# Xã Vienna, Quận Genesee, Michigan
Xã Vienna (tiếng Anh: Vienna Township) là một xã thuộc quận Genesee, tiểu bang Michigan, Hoa Kỳ. Năm 2010, dân số của xã này là 13.255 người.